# Malkatschan
Der Malkatschan (russisch Малкачан), im Oberlauf: Bebe (Бэбе), ist ein 123 km langer Zufluss des Ochotskischen Meeres in der Oblast Magadan im Fernen Osten Russlands. 

## Flusslauf
Der Malkatschan entspringt auf einer Höhe von etwa 800 m im Kolymagebirge. Er fließt anfangs knapp 80 km nach Süden und verlässt das Bergland. 50 km oberhalb der Mündung trifft der Elgen von rechts auf den Malkatschan. Dieser wendet sich anschließend nach Osten und mündet schließlich in die Malkatschan-Bucht an der Westküste der Schelichow-Bucht im Norden des Ochotskischen Meeres. Der Malkatschan weist entlang seines Flusslaufs ein stark mäandrierendes Verhalten mit zahlreichen Flussschlingen und Altarmen auf. Im Einzugsgebiet des Malkatschan leben Ewenen, die Rentierzucht betreiben.

## Hydrologie
Die Malkatschan entwässert ein Areal von 1380 km². Der Fluss wird sowohl von der Schneeschmelze als auch von Niederschlägen gespeist.

## Fischfauna
Im Malkatschan kommt die Äschen-Art Thymallus pallasi und die Sibirische Groppe (Cottus poecilopus) vor. Der Fluss wird von verschiedenen Lachsfischen als Laichgewässer genutzt, darunter Japan-Saibling, Salvelinus levanidovi, Salvelinus malma, Ketalachs, Buckellachs, Silberlachs und Rotlachs. Im Mündungsbereich des Malkatschan kommt der Dreistachlige Stichling vor.